# New Cassel (New York)
New Cassel est une census-designated place du comté de Nassau, dans l'État de New York, aux États-Unis,. En 2020, elle compte une population de 14 199 habitants.